# Grèves de 1995 en France

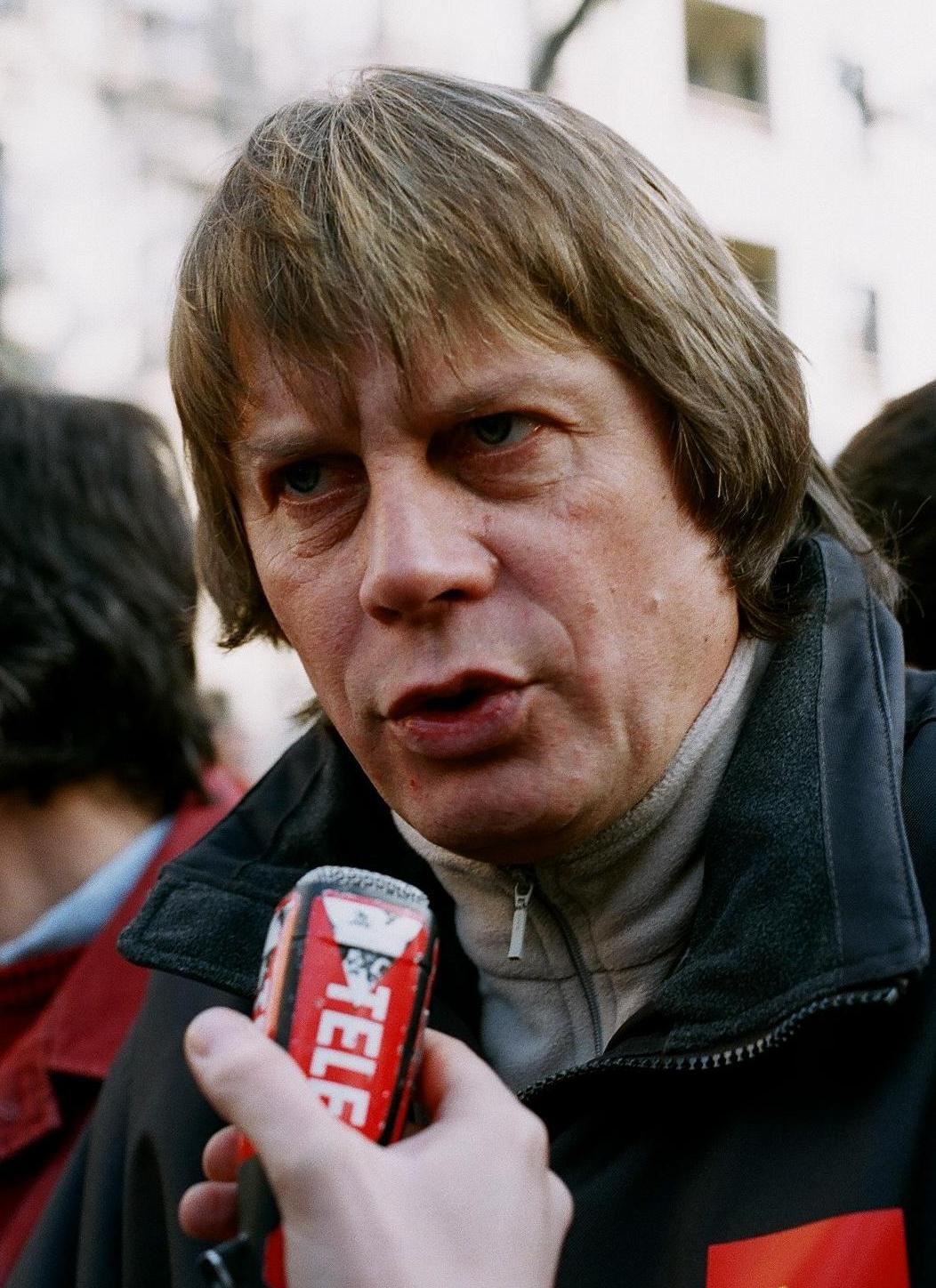
Bernard Thibault, secrétaire général de la fédération CGT Cheminots, est le très médiatique meneur des grèves de 1995 qui paralysent le pays pendant près d'un mois.

Les grèves de 1995 en France  contre le plan Juppé de 1995 furent à leur époque les plus importantes depuis celles de Mai 68. Le nombre moyen annuel de jours de grève en 1995 a été six fois supérieur à celui de la période 1982-1994. Du 24 novembre au 15 décembre, des grèves d'ampleur ont eu lieu dans la fonction publique et le secteur privé contre le « plan Juppé » sur les retraites et la Sécurité sociale. Le mouvement social de l'automne 1995, souvent réduit à la grève des transports publics, très visible et fortement médiatisée, a concerné également les grandes administrations (La Poste, France Télécom, EDF-GDF, Éducation nationale, secteur de la santé, administration des finances, ...). D'énormes manifestations réunissent des millions de personnes, seulement dépassées en nombre par celles de mouvement social de 2023.

## Causes

### Mécontentement social généralisé
Lors de l'élection présidentielle française de 1995, Jacques Chirac est élu président de la  République ; il nomme Alain Juppé au poste de Premier ministre le 17 mai. Le thème de la « fracture sociale » a été au premier plan du débat lors de la campagne. Une grève dans les usines Renault se déroule durant le printemps 1995. Certains salariés de Renault protestaient contre l'augmentation de salaire qui leur était proposée, jugée trop faible selon eux.
Le 10 octobre 1995, une grève massive se produit dans la fonction publique et les services publics contre le gel des salaires. Il s'agit de la première grève unitaire dans la fonction publique et le secteur public depuis 1990. Une grève de 24 heures des salariés de la SNCF a lieu le 25 octobre. Le 30 octobre, une plate-forme syndicale unitaire est rédigée pour la défense de la Sécurité sociale et, le 14 novembre, des manifestations syndicales ont lieu contre les projets de réforme de la Sécurité sociale.
En octobre et novembre 1995, des grèves sur les conditions budgétaires de rentrée s'organisent dans une vingtaine d'universités, mais il n'y a pas de coordination générale et unitaire. La mobilisation des étudiants se joint ensuite au mouvement social contre le plan Juppé.

### «Plan Juppé»
Le 15 novembre 1995, le « plan Juppé » sur les retraites et la Sécurité sociale est annoncé. Celui-ci contenait une série de mesures qui touchaient l'ensemble des travailleurs :
- un allongement de la durée de cotisation de 37,5 à 40 annuités pour les salariés de la fonction publique. Cette mesure avait déjà été décidée pour les travailleurs du secteur privé lors de la réforme Balladur des retraites de 1993 ;
- l’établissement d’une loi annuelle de la Sécurité sociale qui fixe les objectifs de progression des dépenses maladies et envisage la mise en place de sanctions pour les médecins qui dépassent cet objectif ;
- un accroissement des frais d'hospitalisation et des restrictions sur les médicaments et traitements remboursables ;
- le blocage et l'imposition des allocations familiales versées aux familles, combiné avec l'augmentation des cotisations maladie pour les retraités et les chômeurs.

Dès sa présentation à l’Assemblée nationale par le Premier ministre, le plan de réforme se heurte à l’hostilité d’une grande partie de l’opinion publique. En revanche, la direction de la CFDT, ainsi qu'une partie du Parti socialiste (en particulier Claude Évin), soutiennent le plan. L’accord syndical de l'automne est enterré. Mais le 17 novembre 1995, la Secrétaire d’État aux Transports Anne-Marie Idrac présente aux organisations syndicales de la SNCF les grandes lignes du contrat de plan 1996-2000 qui prévoit la suppression de 6 000 km de lignes non rentables (soit le quart du réseau ferroviaire), la suppression de 73 000 emplois et la hausse de 6 % des tarifs des billets. En échange de la prise en charge par l'État d'une part importante de son endettement (100 milliards), la SNCF est ainsi invitée à renforcer ses efforts de productivité. Cette annonce, deux jours après celle du plan Juppé, cristallise le mécontentement et les actions syndicales.
La grande majorité des médias soutiennent le plan Juppé. Selon une enquête du Nouvel Observateur, 60 % des médias présentent favorablement ce plan alors que seuls 6 % en font une présentation défavorable. Certains médias ont également adopté une attitude très dépréciative du mouvement social.

## Mouvement social

### Déroulement
Lors des six grandes manifestations qui ont touché toutes les grandes villes du pays, 2 millions de personnes (selon les organisations syndicales) sont descendues dans la rue pour exiger le retrait des propositions gouvernementales. Les assemblées générales ont été la forme générale d’organisation du mouvement.
Le 24 novembre 1995, lors d'une journée interprofessionnelle massive, la CFDT est encore dans la rue. La CGT favorise les assemblées inter-secteurs et inter-entreprises. Le samedi 25 novembre a lieu une grande manifestation pour les droits des femmes à l'appel de la Coordination des associations pour le droit à l'avortement et à la contraception. La grève est reconduite à la SNCF. Le lundi 27 novembre, les cheminots en grève reconductible sont rejoints par la RATP, puis la Poste, France Télécom, etc. L’activité de la SNCF et de la RATP restera paralysée pendant plus de trois semaines.
Le 28 novembre, lors de manifestations, la CFDT n’est plus dans la rue, sauf certains secteurs oppositionnels. Louis Viannet (CGT) et Marc Blondel (FO) se donnent une poignée de main symbolique, dans une manifestation. Les 3 et 4 décembre, lors du congrès confédéral CGT, un débat est mené sur la grève générale.
Alors que Juppé continue à se dire « droit dans ses bottes », les syndicats appellent pour le 5 décembre à une « puissante journée d'action nationale dans les secteurs privé et public ». La CGT, SUD et FSU sont dans les carrés de tête. « Tous ensemble ! » est le slogan du mouvement. Les grévistes ont le soutien de l'opinion publique.
Le 11 décembre, Juppé annonce ne plus toucher à l'âge de départ à la retraite des régimes spéciaux de retraite (SNCF et RATP).
Le 12 décembre marque le point culminant du mouvement, avec deux millions de manifestants selon les syndicats. Le 15 décembre, le gouvernement retire sa réforme sur les retraites, la fonction publique et les régimes spéciaux (SNCF, RATP, EDF), cette décision étant interprétée comme une victoire par les syndicats de salariés. Mais il refuse de céder sur la Sécurité sociale, dont le budget est depuis  voté au Parlement (modification constitutionnelle historique par rapport à 1945). Le mouvement alors décroît. Un « sommet social » se tient à Matignon le 21 décembre, concluant un mois d'agitation sociale en France.
Selon la DARES, le service des études et des statistiques du ministère du travail, le nombre des jours de grève a été de 5 millions, dont environ 4 millions de jours de grève dans la fonction publique et 1 million dans les secteurs privé et semi-public. La sociologue Josette Trat retient trois caractéristiques du mouvement : ce fut un « mouvement d’ensemble », unitaire et porteur d'un projet de société égalitaire et solidaire. Elle montre également son impact dans l'émergence d'autres enjeux sociaux, comme les luttes des étrangers en situation irrégulière, par son effet de légitimation de la révolte.
Pour Jean-François Revel, c'est la lâcheté de Jacques Chirac qui n'a pas expliqué les réformes lors de la campagne présidentielle qui explique l'ampleur du mouvement. Dans un article du 15 février 1996, il estime ainsi que : « quand, durant la campagne des présidentielles, Jacques Chirac parlait de réformes visant à réduire la fracture sociale, les Français comprenaient qu’ils allaient être noyés sous une pluie de subventions. Les réformes qui visent une réduction des déficits publics ou des déficits sociaux, ils ne les comprennent pas du tout ».

## Suites du mouvement
Le 30 décembre 1995, une loi est votée autorisant le gouvernement à réformer la Sécurité sociale par ordonnances, permettant ainsi l'instauration en janvier 1996 de la Contribution pour le remboursement de la dette sociale (CRDS) destinée à réduire les 230 milliards de francs de dettes cumulées de la Sécurité sociale.
Les 10 et 11 février 1996, la CGT, la FSU et la CFDT manifestent pour affirmer l’unité syndicale à la suite du mouvement de 1995. Des manifestations unitaires pour la réduction du temps de travail ont lieu le 23 mai 1996.
À la suite des mouvements de 1995, se créent les premiers syndicats SUD Éducation et SUD Étudiant.
Depuis cette grève, on assiste selon la politiste Sophie Béroud à un « affaiblissement de la pratique gréviste », notamment dans les services publics « devenus moins combatifs » sous le coup de leurs mutations[Passage à actualiser]. Les politiques, eux, ont appris à segmenter leurs réformes pour éviter un front syndical uni.
Selon le sociologue français Guy Groux, le seul mouvement comparable ensuite sera le mouvement social contre le projet de réforme des retraites en France de 2023, au cours duquel la situation n'a « jamais été aussi bloquée socialement et politiquement depuis les grèves de 1995 », voire mai 68.

### Filmographie
- Chemins de traverse, documentaire réalisé par Arnaud Soulier et Sabrina Malek pendant la grève des cheminots à la Gare d'Austerlitz.